# Diego González Montero
Diego González Montero Justiniano (1588-?) fue un militar español, gobernador del reino de Chile en dos cortas oportunidades.

## Biografía
Su primer gobierno interino lo realizó a la salida de Pedro Porter Casanate del gobierno en febrero de 1662, teniendo en esos momentos el cargo de maestre de campo. Los tres meses de su interinato se desperdiciaron en intentar que la Real Audiencia le reconociera como gobernador.
Gobernó por segunda vez después de la caída de Francisco de Meneses, y después del interinato del marqués de Navamorcuende que decidió retirarse del cargo antes de que llegara el gobernador propietario Juan Henríquez, quedándose Diego González Montero por segunda vez en el cargo a los 90 años de edad. Duró 8 meses su mandato en el que vio alcanzadas a terminar las obras de la catedral de Santiago.
| Precedido por: Pedro Porter Casanate 1656-1662                        | Gobernador del Reino de Chile febrero-mayo de 1662    | Sucedido por: Ángel de Peredo 1662-1664              |
| Precedido por: Diego Dávila Coello Marqués de Navamorquende 1667-1670 | Gobernador del Reino de Chile febrero-octubre de 1670 | Sucedido por: Juan Henríquez de Villalobos 1670-1682 |